# Осічка (фільм)
Осічка (також Мертвий тригер) — американський науково-фантастичний бойовик жахів 2017 року. Знятий Майком Каффом і Скоттом Віндгаузером. Сценаристи — Майк Кафф, Скотт Віндгаузер та Гайнц Трешніцер. Фільм заснований на однойменній мобільній грі.

## Про фільм
2021 рік. За 5 років до того таємничий вірус перетворив людей на кровожерливих потвор. З метою боротьби із вірусом було створено спеціальний «Відділ боротьби з Заразою». У який було відібрано найкращі солдати та фахівці для боротьби з інфікованими.
Через велику плинність кадрів у підрозділі загін постійно потребує нових бійців. Для виявлення кращих була створена онлайн-відеогра «Dead Trigger», в якій учасники отримують можливість відпрацьовувати свої навички у реальних бойових умовах. За успіхами гравців слідкує керівництво, яке приймає до загону найуспішніших винищувачів зомбі.
Група таких молодих новобранців вирушає в осередок зарази, щоб знайти зниклу команду вчених.

## Знімались
| Актор                     | Роль     |
| ------------------------- | -------- |
| Дольф Лундгрен            | Кайл     |
| Отем Різер                | Тара     |
| Ромео Міллер              | Геральд  |
| Ісайя Вашингтон           | Роксток  |
| Тактаров Олег Миколайович | Мартинов |
| Лучіана Карро             | Саманда  |
| Джастін Чон               | Деніел   |
| Джоель Гретч              | Конлан   |
| Тамара Браун              | Глорія   |
| Брендон Бімер             | агент    |